# Bélux Kasonga Bukasa
Bélux Kasonga Bukasa (ur. 13 sierpnia 1979 w Kanandze) – piłkarz z Demokratycznej Republiki Konga grający na pozycji obrońcy.

## Kariera klubowa
Karierę piłkarską Bukasa rozpoczął w klubie AS Vita Club z Kinszasy. W jego barwach zadebiutował w pierwszej lidze Demokratycznej Republiki Konga. W 2001 roku zdobył z nim Coupe du Congo. W 2002 roku był wypożyczony do rosyjskiego klubu SKA Rostów nad Donem i rozegrał w nim 3 mecze w Pierwszej Dywizji. W 2003 roku ponownie grał w AS Vita Club i wywalczył z nim mistrzostwo Demokratycznej Republiki Konga.
W 2004 roku Bukasa został piłkarzem południowoafrykańskiego klubu Silver Stars z miasta Phokeng. Grał w nim w latach 2004–2006. Następnie odszedł do AmaZulu FC z Durbanu, którego był podstawowym zawodnikiem. W 2013 roku został piłkarzem tajskiego BEC Tero Sasana.
| Sezon   | Klub                 | Kraj                          | Rozgrywki             | Mecze | Bramki |
| ------- | -------------------- | ----------------------------- | --------------------- | ----- | ------ |
| 2001    | AS Vita Club         | Demokratyczna Republika Konga | Linafoot              | 30    | 0      |
| 2002    | SKA Rostów nad Donem | Rosja                         | Pierwyj Diwizion      | 3     | 0      |
| 2003    | AS Vita Club         | Demokratyczna Republika Konga | Linafoot              | 27    | 1      |
| 2004/05 | Silver Stars         | Południowa Afryka             | Premier Soccer League | 13    | 0      |
| 2005/06 | Silver Stars         | Południowa Afryka             | Premier Soccer League | 8     | 1      |
| 2006/07 | AmaZulu FC           | Południowa Afryka             | Premier Soccer League | 27    | 2      |
| 2007/08 | AmaZulu FC           | Południowa Afryka             | Premier Soccer League | 26    | 0      |
| 2008/09 | AmaZulu FC           | Południowa Afryka             | Premier Soccer League | 16    | 0      |
| 2009/10 | AmaZulu FC           | Południowa Afryka             | Premier Soccer League | 20    | 1      |
| 2010/11 | AmaZulu FC           | Południowa Afryka             | Premier Soccer League | 19    | 0      |
| 2011/12 | AmaZulu FC           | Południowa Afryka             | Premier Soccer League | 25    | 0      |
| 2013    | BEC Tero Sasana      | Tajlandia                     | Premier League        | 23    | 1      |
| 2014    | BEC Tero Sasana      | Tajlandia                     | Premier League        | 15    | 0      |

## Kariera reprezentacyjna
W reprezentacji Demokratycznej Republiki Konga Bukasa zadebiutował w 2001 roku. W 2002 roku był w kadrze narodowej na Puchar Narodów Afryki 2002. Jego dorobek na tym turnieju to 1 mecz, z Kamerunem (0:1). W kadrze narodowej grał do 2006 roku. Rozegrał w niej 10 spotkań i strzelił w nich 1 gola.